# Mychoplectra pocula
Mychoplectra pocula is een mosdiertjessoort uit de familie van de Electridae. De wetenschappelijke naam van de soort is voor het eerst geldig gepubliceerd in 1878 door Hutton.